# Stig Nyström
Stig Nyström (Stora Tuna, 25 novembre 1919 – Borlänge, 31 luglio 1983) è stato un calciatore svedese, di ruolo attaccante.

## Carriera
Con la Nazionale del proprio paese ha vinto la medaglia d'oro ai Giochi olimpici del 1948.

## Palmarès
- Oro olimpico: 1

Londra 1948